# ジャーナルサイテーションレポート
ジャーナルサイテーションレポート（英: Journal Citation Reports (JCR)）は、クラリベイト・アナリティクス（以前はトムソン・ロイター）によって発行される雑誌のこと。Web of Scienceと提携しておりそこからアクセスができる。自然科学と社会科学の学術雑誌のインパクトファクターなどの情報を提供している。もともとサイテーションインデックスとして公開されたが、近年はScience Citation IndexとSocial Sciences Citation Indexの引用を行っている。

## 雑誌の基本情報
各ジャーナルに対して以下の情報が提供される
- 出版社の基本的な書誌情報、タイトルの略語、言語、ISSN
- 主題のカテゴリー（自然科学には171のカテゴリーがあり、社会科学には54のカテゴリーがある）

## 引用情報
基本的な引用情報：
- その年に発行された記事数
- 雑誌内の記事が、他の雑誌の記事に引用された年内の回数

詳細な引用情報：
- 雑誌内の記事が、他の雑誌の記事に引用された年内の回数
- その年の雑誌に掲載された記事および直近の10年間のその他の特定の個々の雑誌からの引用数（引用数が最も多い20の雑誌が掲載される）
- 直近の10年間に雑誌に掲載された記事が、その年に個々の特定の雑誌によって引用された回数（引用数が最も多い20の雑誌が掲載される）
- 上記から算出されたインパクトファクター、即時性指数など

## 刊行予定
毎年6月に刊行されることが多い。